# Magirus-Deutz

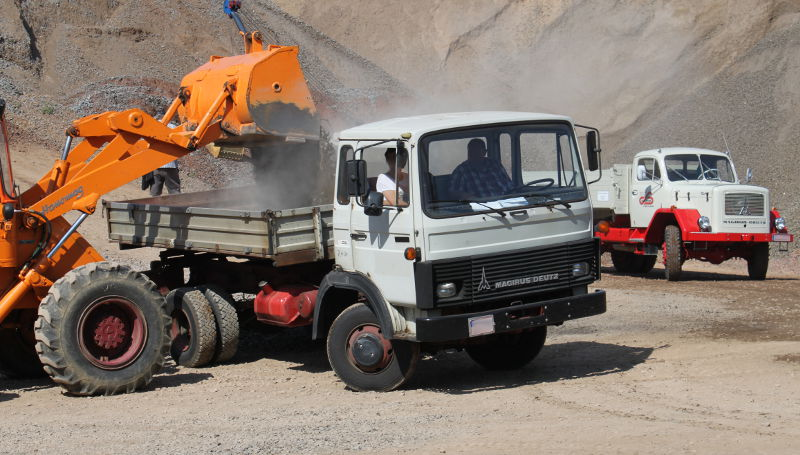
Due autocarri Magirus-Deutz

Magirus-Deutz fu un costruttore di veicoli commerciali, autobus, veicoli antincendio, veicoli militari facente parte della società Klöckner-Humboldt-Deutz AG (KHD), con sede a Ulma ove nacque la Magirus. Il marchio Magirus-Deutz mostra la silouette del duomo di Ulma con la M di Magirus. La produzione si caratterizzava per l'uso dei motori Diesel della Deutz, raffreddati ad aria. Dopo il periodo postbellico degli anni '50 e '60 del XX secolo, a metà anni '70 la società confluì nel gruppo italiano Iveco. Il marchio Magirus-Deutz venne tolto dal mercato nel 1983. Durante tale periodo fu il secondo costruttore tedesco di veicoli commerciali.

## Storia

### Magirus e Humboldt-Deutz
Nel 1936 la società motoristica Humboldt-Deutz di Colonia acquisì la C. D. Magirus AG di Ulma. La Magirus costruiva dal 1864 mezzi antincendio. Dal 1916 veicoli commerciali e dal 1919 autobus, con motore a ciclo Otto. Con la Humboldt-Deutz si utilizzò motori Diesel.

### Il periodo interbellico e la nascita di Magirus-Deutz

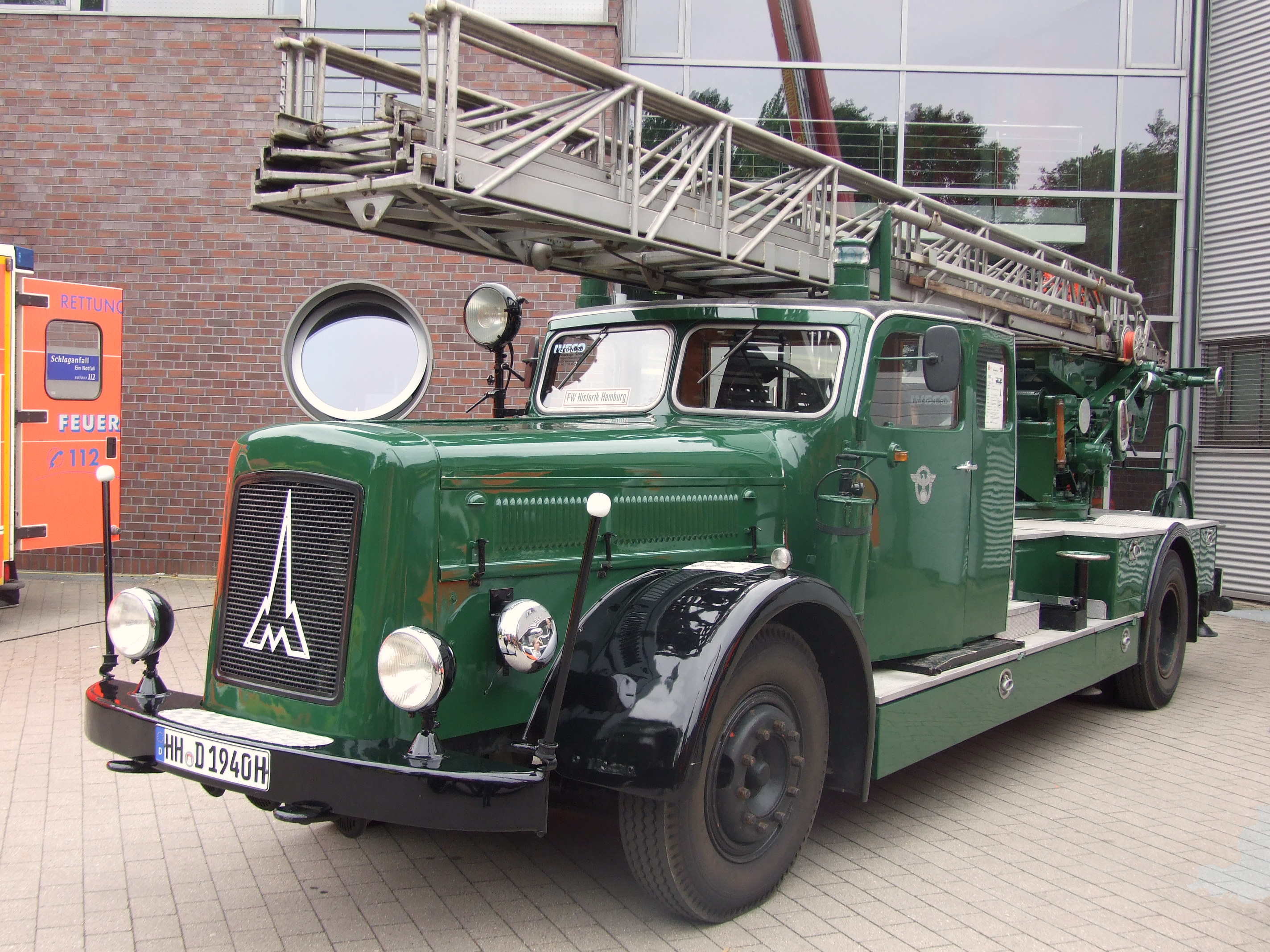
Autoscala Magirus KL26-FL145 del corpo Feuerschutzpolizei (verniciato in verde "Tannengrün") del 1941

Dopo la fusione del 1936 venivano usati motori sviluppati dalla stessa Magirus. Appena dopo la presa del potere nel 1934 di Adolf Hitler e fino al 1937 a Ulma veniva costruito un mezzo militare leggero a tre assi, l'M206. Dal 1938 si creò una nuova struttura organizzativa assieme allo stabilimento Klöckner della Klöckner-Humboldt-Deutz AG (KHD).
Dall'inizio della seconda guerra mondiale nel 1939 e fino al primo periodo della stessa fino al 1942, i veicoli prodotti erano gli stessi Magirus ma con motorizzazione Deutz AG. Dal 1937 al 1940 assieme a MAN, Büssing-NAG e Henschel vennero prodotti veicoli Diesel per la Wehrmacht. Su licenza Henschel venne costruito il Typ G33, con motore Deutz montato da Henschel. Alla base del piano Schell  iniziato nel 1939 per la Wehrmacht venne costruito il 3 tonnellate, con designazione S330 (con trazione posteriore) così come il A330 (con trazione integrale). Nel 1940 scompare il marchio Magirus dai veicoli prodotti a Ulma; verrà usato solo il marchio Klöckner-Deutz. Fino ad allora, dal 1925, venne usato il logo con silouette del duomo di Ulma in combinazione con la "M" di Magirus, e dal 1940 venne introdotto il logo Klöckner-Deutz. Sempre dallo stesso anno a Ulma venne prodotti i veicoli a generatore di gas d'aria di Deutz, e durante la guerra anche motori a benzina. Lo Schell 3ton nel 1941 diventa il nuovo  S3000 e A3000; come autobus venne creato l'O3000, sullo stesso telaio. Nel 1941 viene prodotto il GS145 (trazione posteriore, nello stesso anno l'S4500) così come il GA145 (trazione integrale, nello stesso anno chiamato A4500) con 4,5 tonnellate di carico.

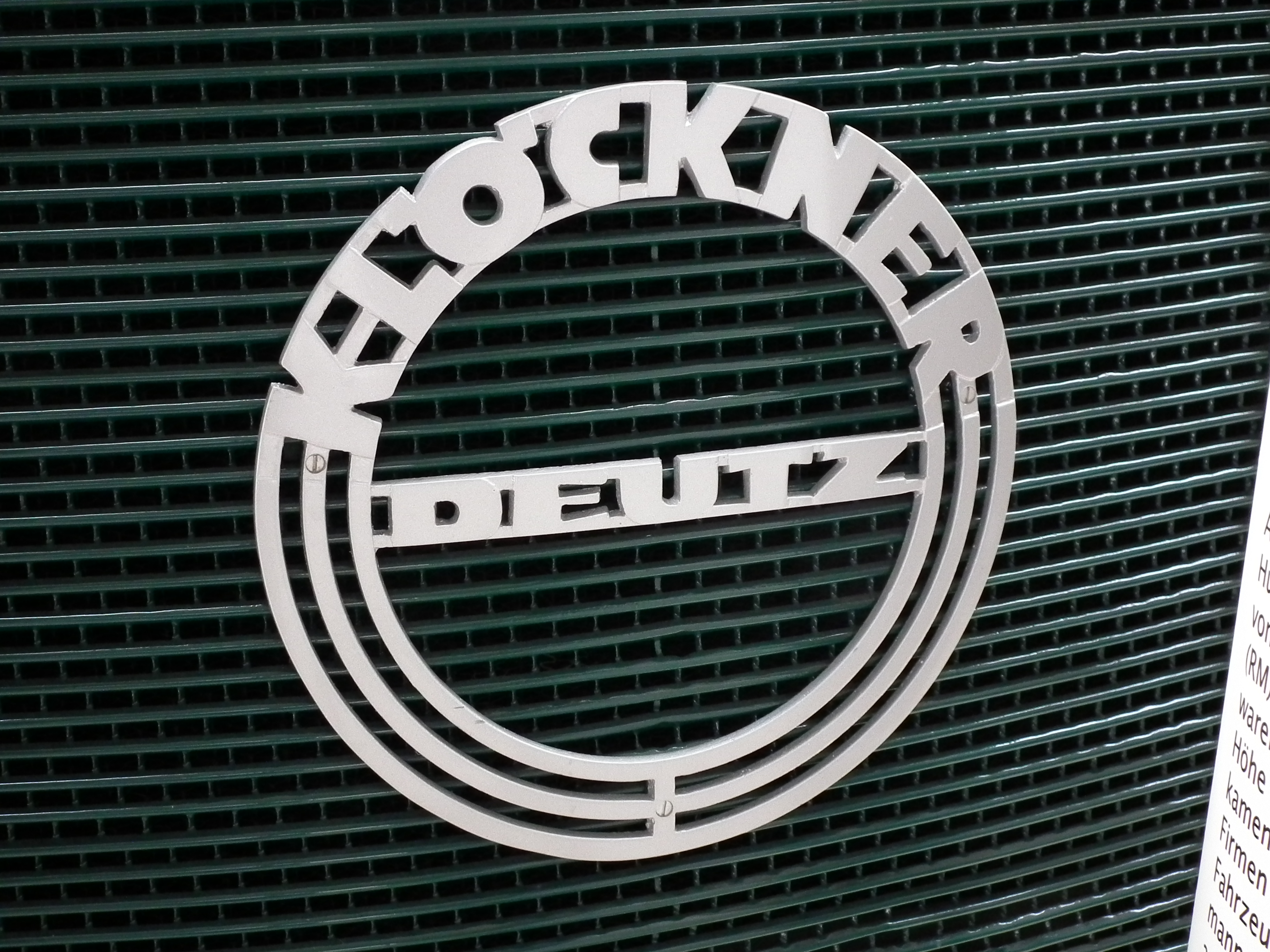
Logo circolare Klöckner-Deutz

Dal 1941 la produzione avvenne in diverse zone attorno alla città di Ulma (ad esempio Spinnereien), causa i continui bombardamenti degli Alleati. Nel 1942 venne sviluppato un veicolo semicingolato su base del S3000. Il „Maultier“ venne sviluppato nello stabilimento Ford di Colonia e costruito alla Opelwerk Brandenburg; nato sulla base di un veicolo commerciale. Nel 1943 la Magirus-Werke su licenza costruì un veicolo Steyr-Daimler-Puch come gatto delle nevi, lo Steyr RSO. L'RSO fu il primo veicolo prodotto a Ulma con nuovo motore a raffreddamento ad aria Diesel. Nel 1943 venne sospesa la produzione di autocarri e autobus causa guerra, solo semicingolati e cingolati vennero prodotti. Vennero anche prodotti causa economia di guerra, munizioni, componenti d'aereo e di sommergibili, su ordine del Reichsministerium für Bewaffnung und Munition. Prigionieri di guerra e lavoratori forzati (NS-Zwangsarbeiter e „Ostarbeiter“) vennero impiegati a Ulma così come alla casa madre KHD.

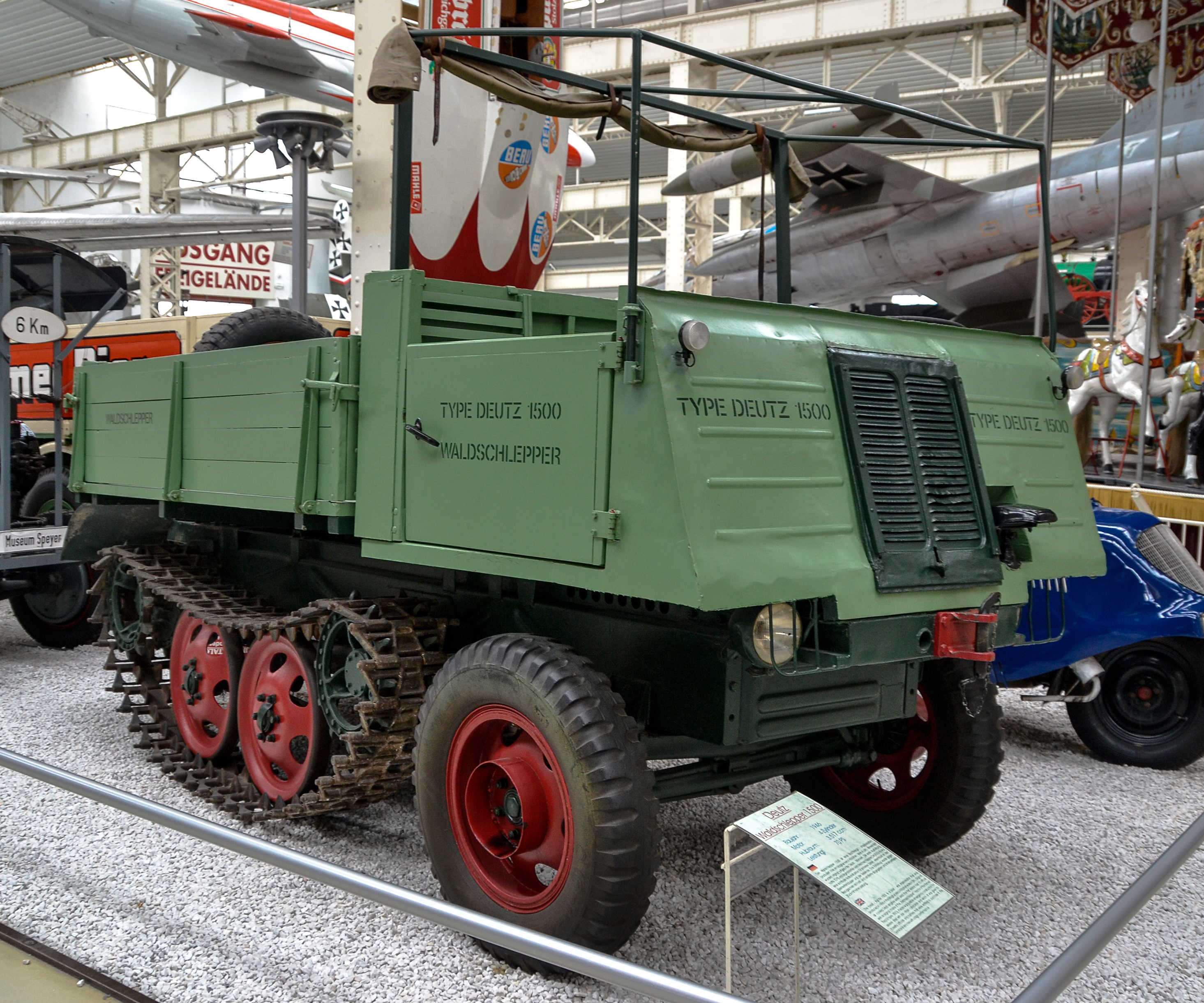
Waldschlepper RS1500

Alla fine della guerra il 60% della fabbrica di Ulma fu distrutta. Una forte azione di smontaggio causa riparazioni di guerra fu messa in atto dagli Alleati. Solo nel maggio del 1945 si iniziò a mettere in atto una ricostruzione, e nuovo inizio di produzione di veicoli civili. Il veicolo gatto delle nevi RSO venne trasformato per impiego civile come Waldschlepper RS1500 negli anni 1945/46. Con l'occupazione alleata della Germania, venne concesso di costruire veicoli su licenza americana di veicoli dismessi dagli Alleati tipo GMC, Dodge e Chevrolet. Iniziò la produzione anche dell'autobus Typ O3000 con motore Diesel da 70HP, basato sul S3000. Dal 1947 al 1954 nasce la Deutz-Traktoren facente parte della KHD sempre a Ulma. Ritorna poi il vecchio logo Magirus, abbandonato a inizio guerra. Nel 1949 viene chiusa la casamadre KHD, e si decise di tenere il nome Magirus accanto a „Deutz“. Così nacque presso la  Magirus-Werk di Ulma la „Magirus-Deutz“.

### Motori Diesel raffreddati ad aria

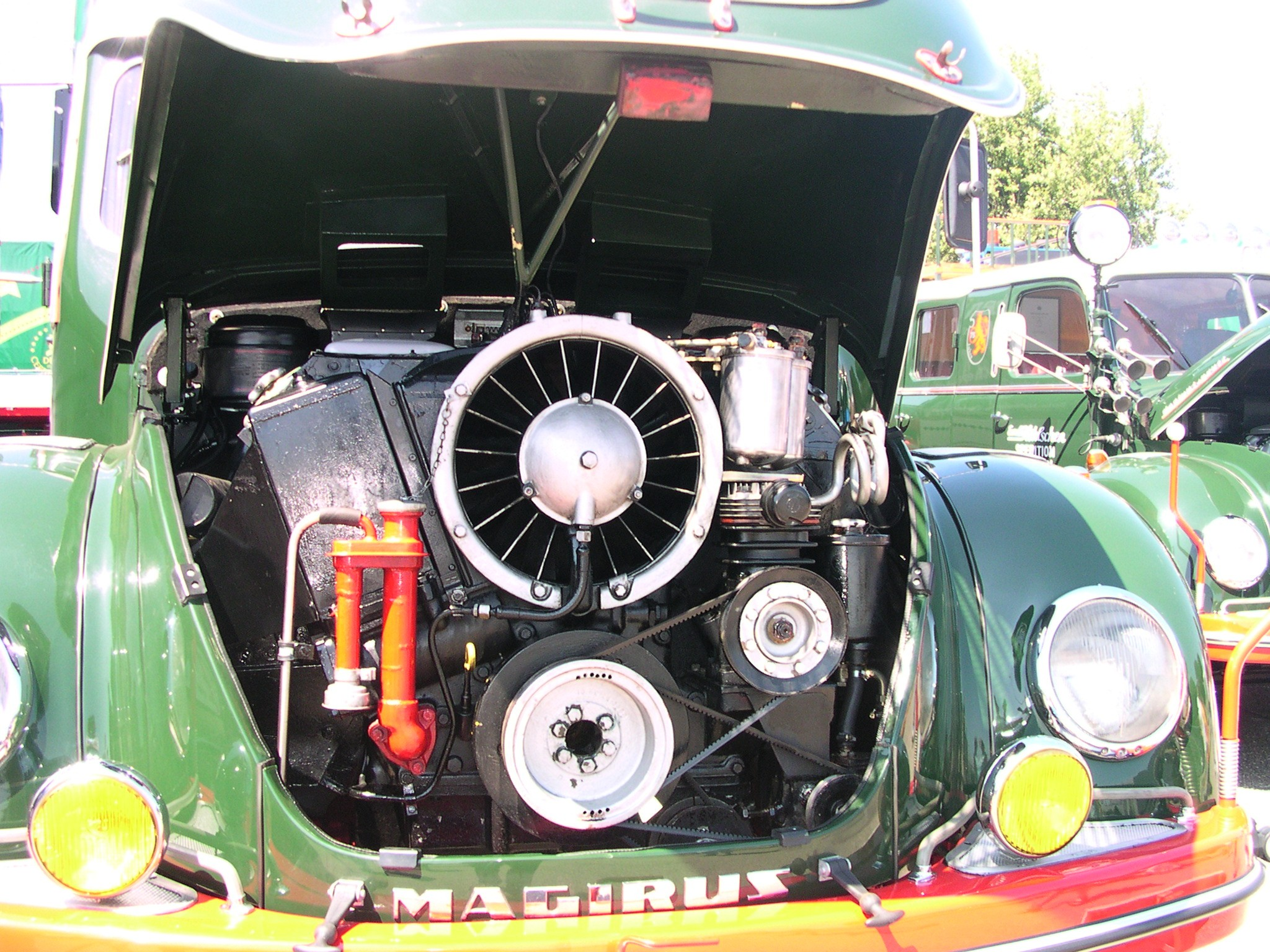
Motore KHD raffreddato ad aria su veicolo Magirus S6500

Nel 1944 i tecnici della KHD sviluppano motori Diesel con raffreddamento ad aria, tipo di motore che verrà usato sul gatto delle nevi RSO. I nuovi veicoli con il nuovo tipo di motore verranno prodotti a partire dal 1948. Questi tipi di motori furono utilizzati solo dal gruppo KHD e da Magirus-Deutz; nessun altro costruttore occidentale lo utilizzò. Per il raffreddamento ad aria si rendeva necessario l'utilizzo di griglie di ventilazioni ampie con calandre di conseguenza grandi, rispetto al più compatto raffreddamento ad acqua. Il pregio invece fu che nei mesi invernali, non essendoci acqua circolante, non doveva essere usato nessun antigelo. I primi antigelo in commercio erano molto aggressivi per il circuito di raffreddamento ad acqua, e questo comportava rotture frequenti e manutenzioni conseguenti. Con il raffreddamento ad aria la temperatura di esercizio si raggiungeva più velocemente. Per contro motori siffatti presentavano problemi nei paesi caldi, per ovvie questioni di cedere il calore all'ambiente. Un costruttore attuale che utilizza raffreddamento ad aria su veicoli commerciali è la Tatra.

### Inizio della ricostruzione postbellica

#### Eckhauber di I generazione
Nel 1948 venne prodotto a Ulma il primo vero nuovo veicolo di serie: Il modello S3000 da 3 ton e nel 1949 il 3,5 ton designato S3500. Questa generazione di veicoli è nota come Eckhauber di I generazione. Nel 1950 l'autobus O3000 venne sviluppato, così come il successivo O3500. Nel 1951 venne presentato il bus O6500. 

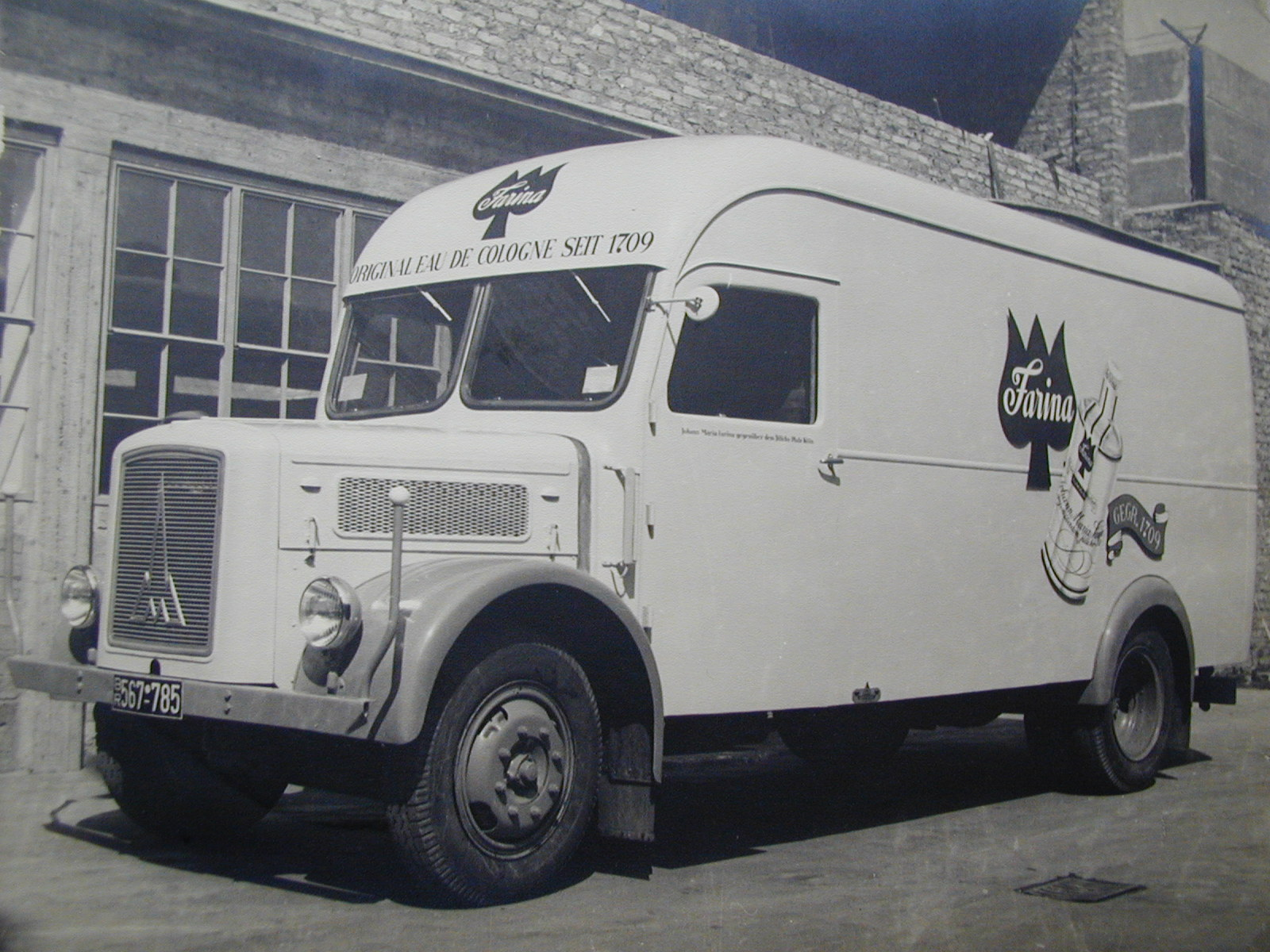
S3500 del 1952
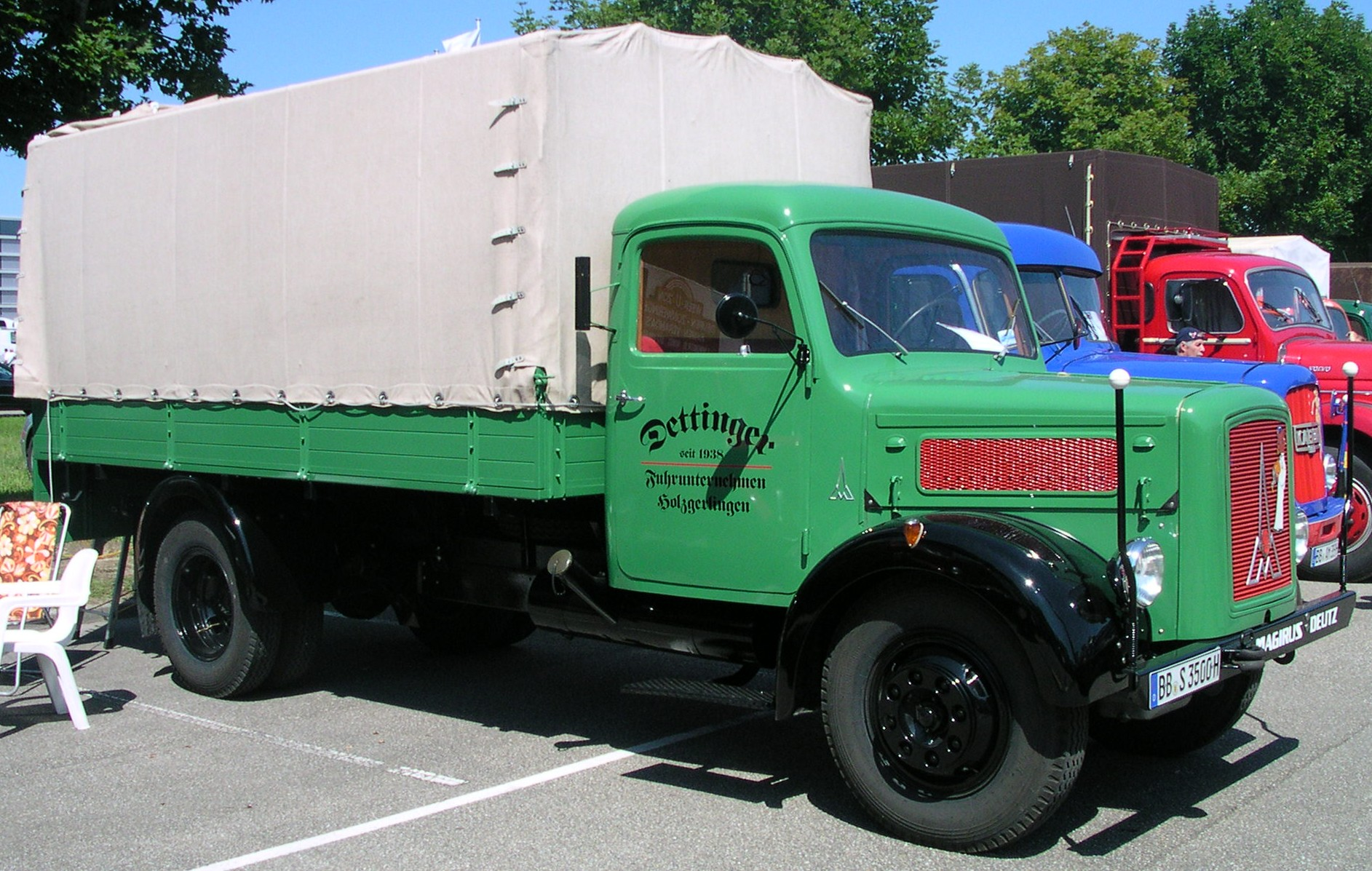
A3500
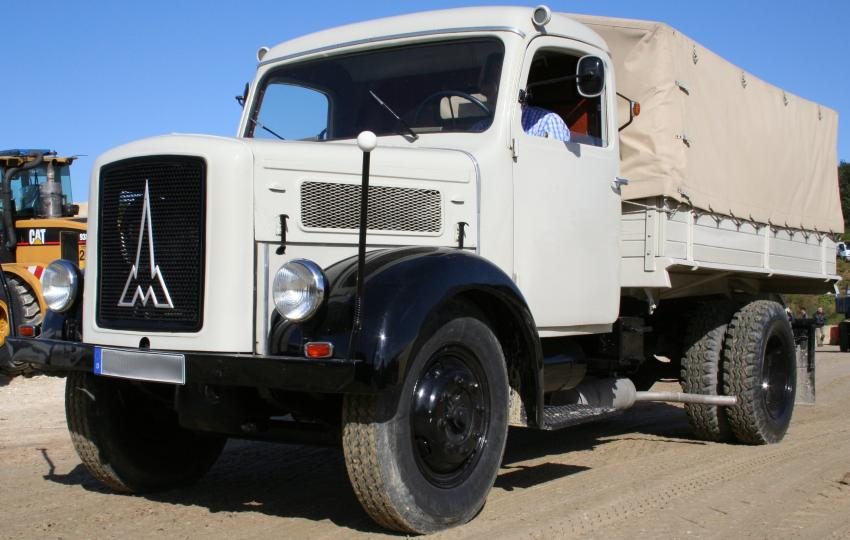
S3500
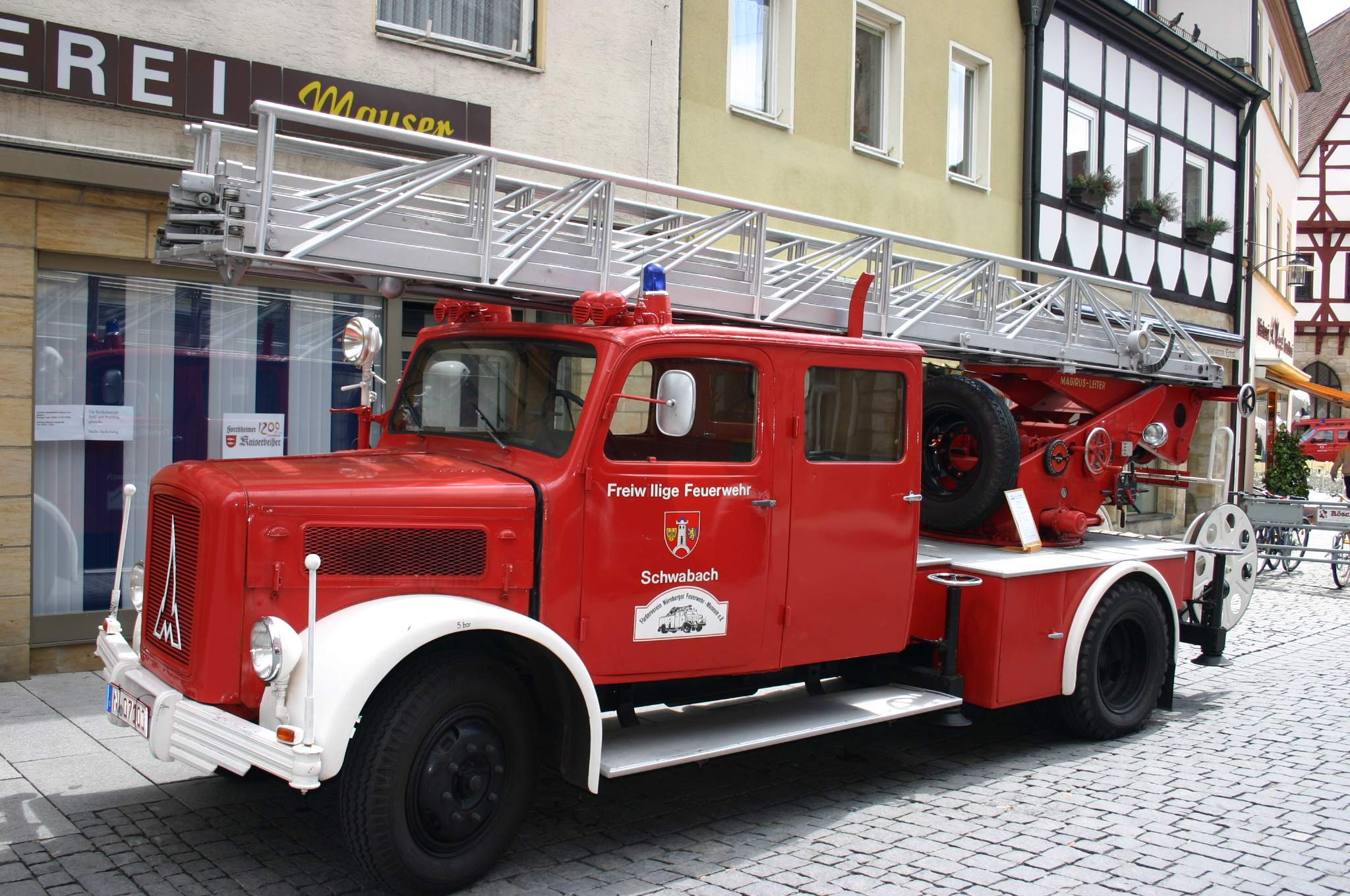
Autoscala S3500

Con l'asse sterzante anteriore alla guida e motore anteriore. 

#### Rundhauber
Nel 1951, Magirus-Deutz presenta la serie Rundhauber. Con griglia radiatore curva.

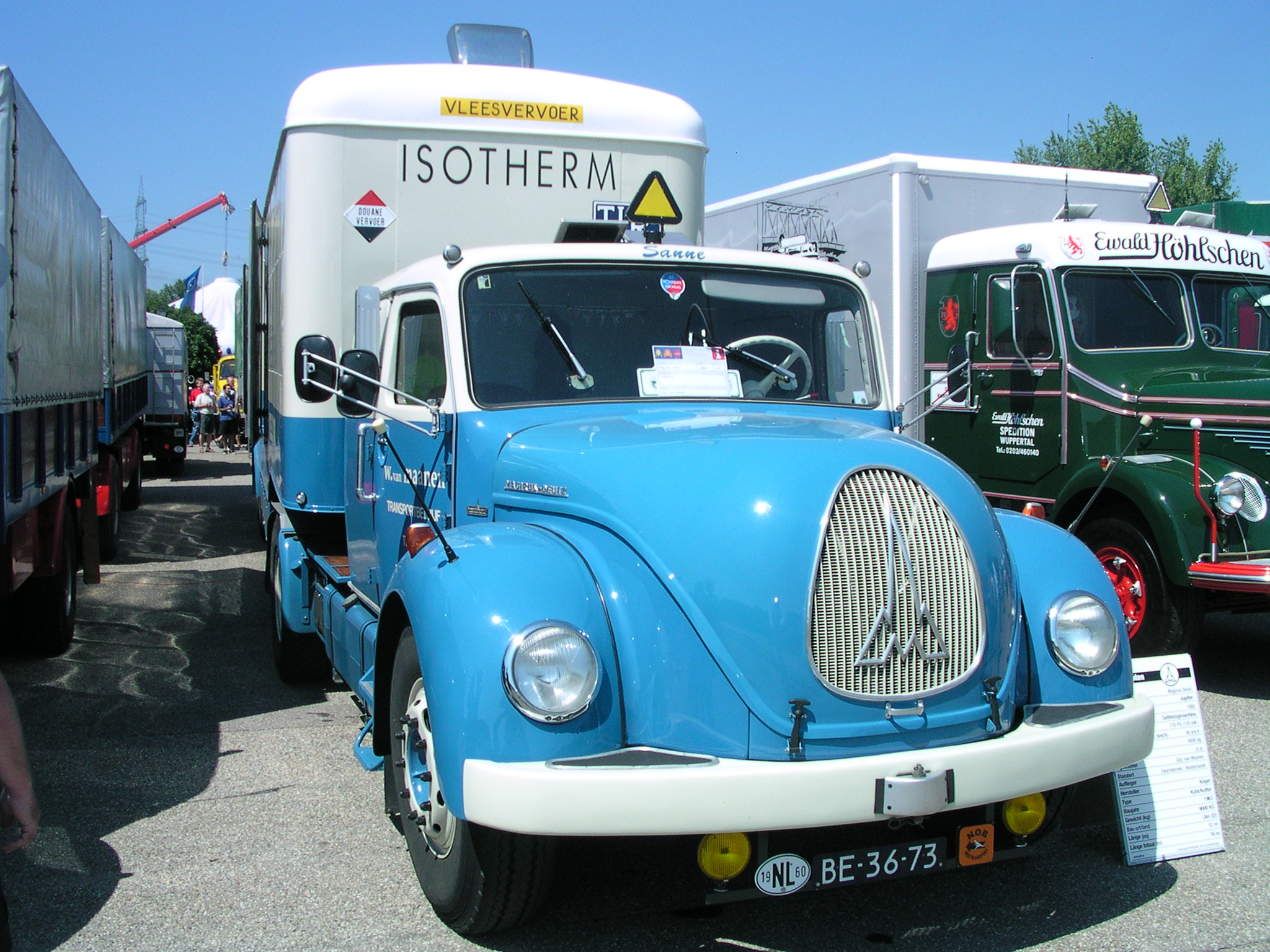
S7500
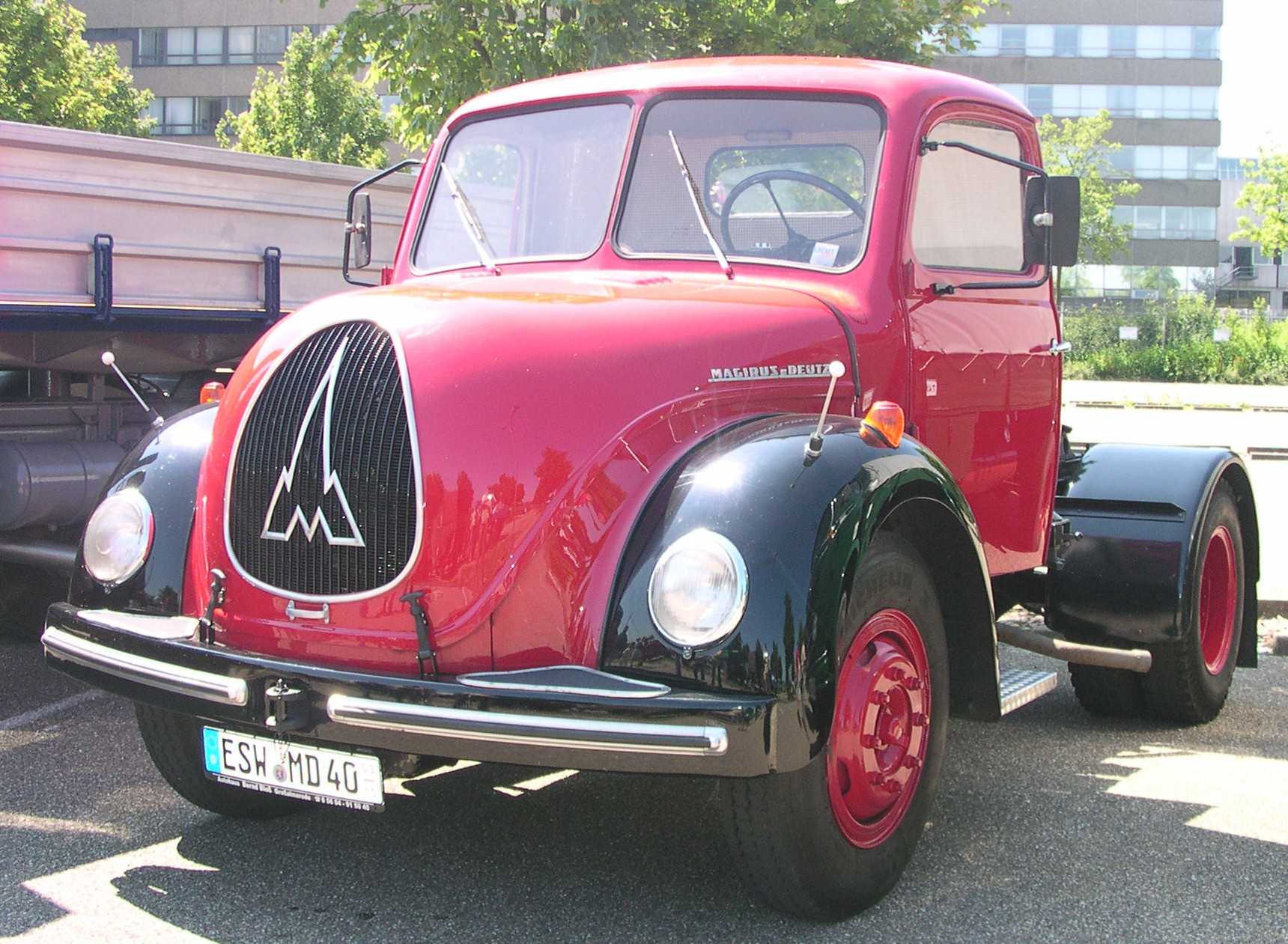
Trattrice
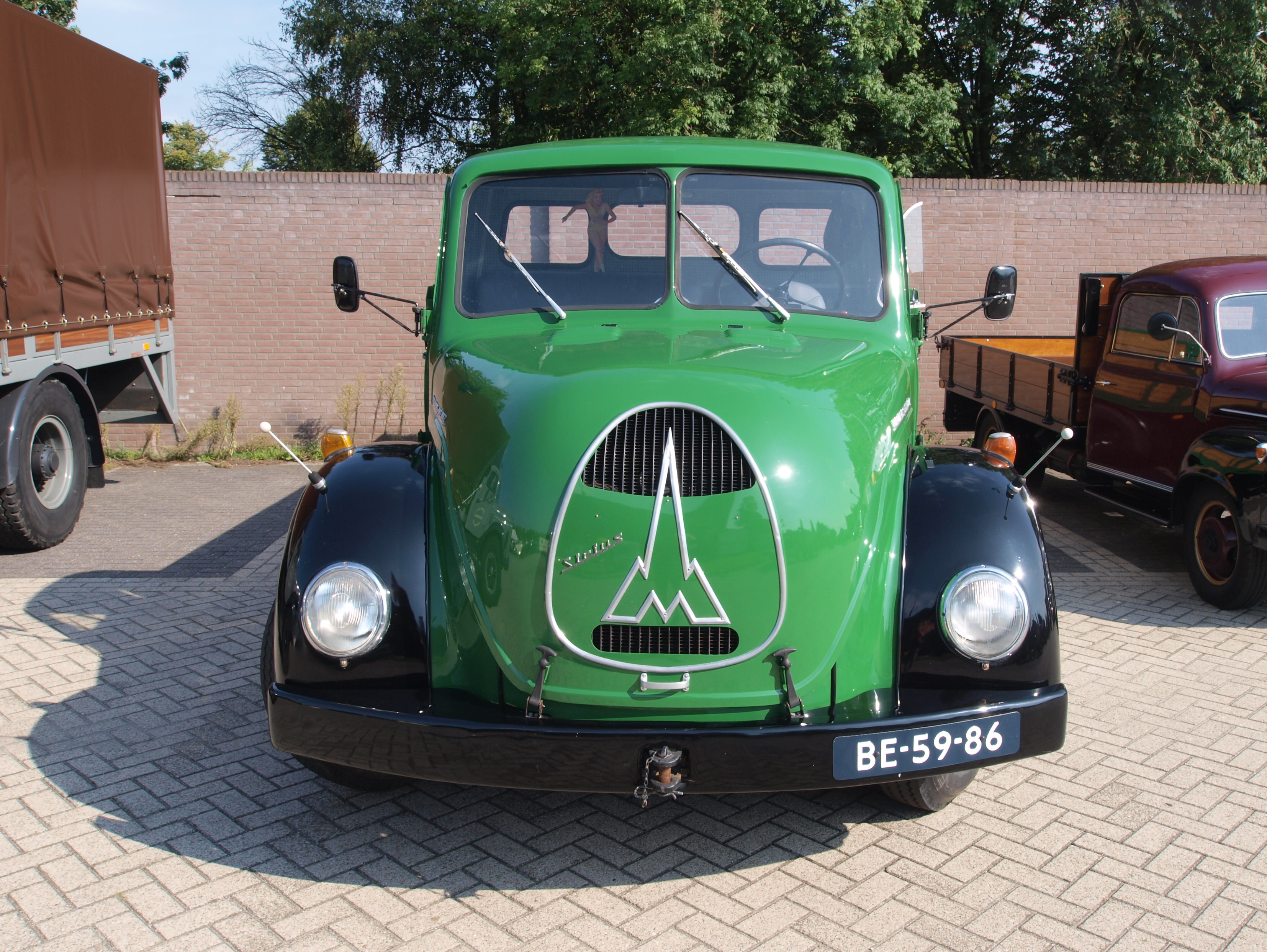
Typ Sirius
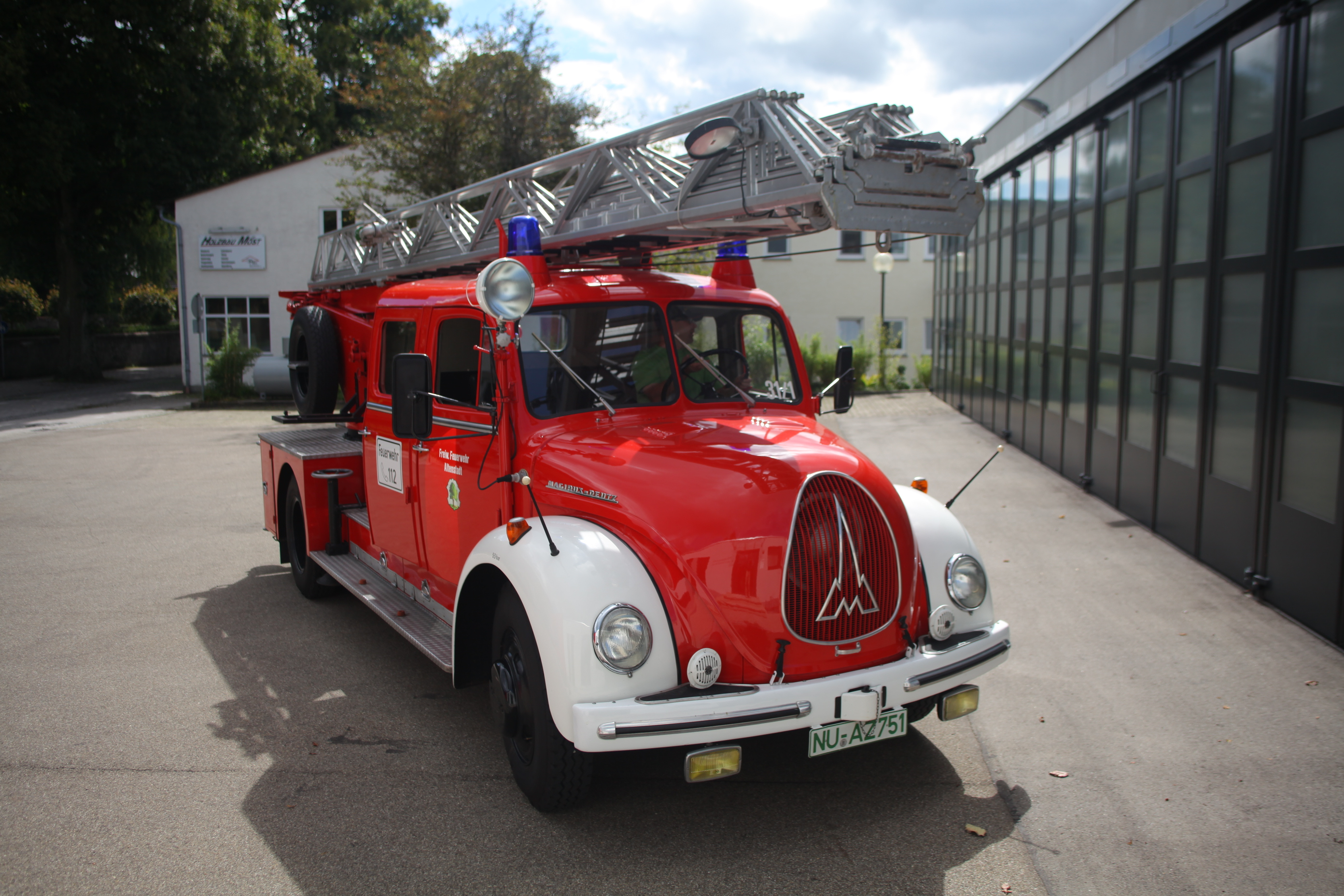
Autoscala
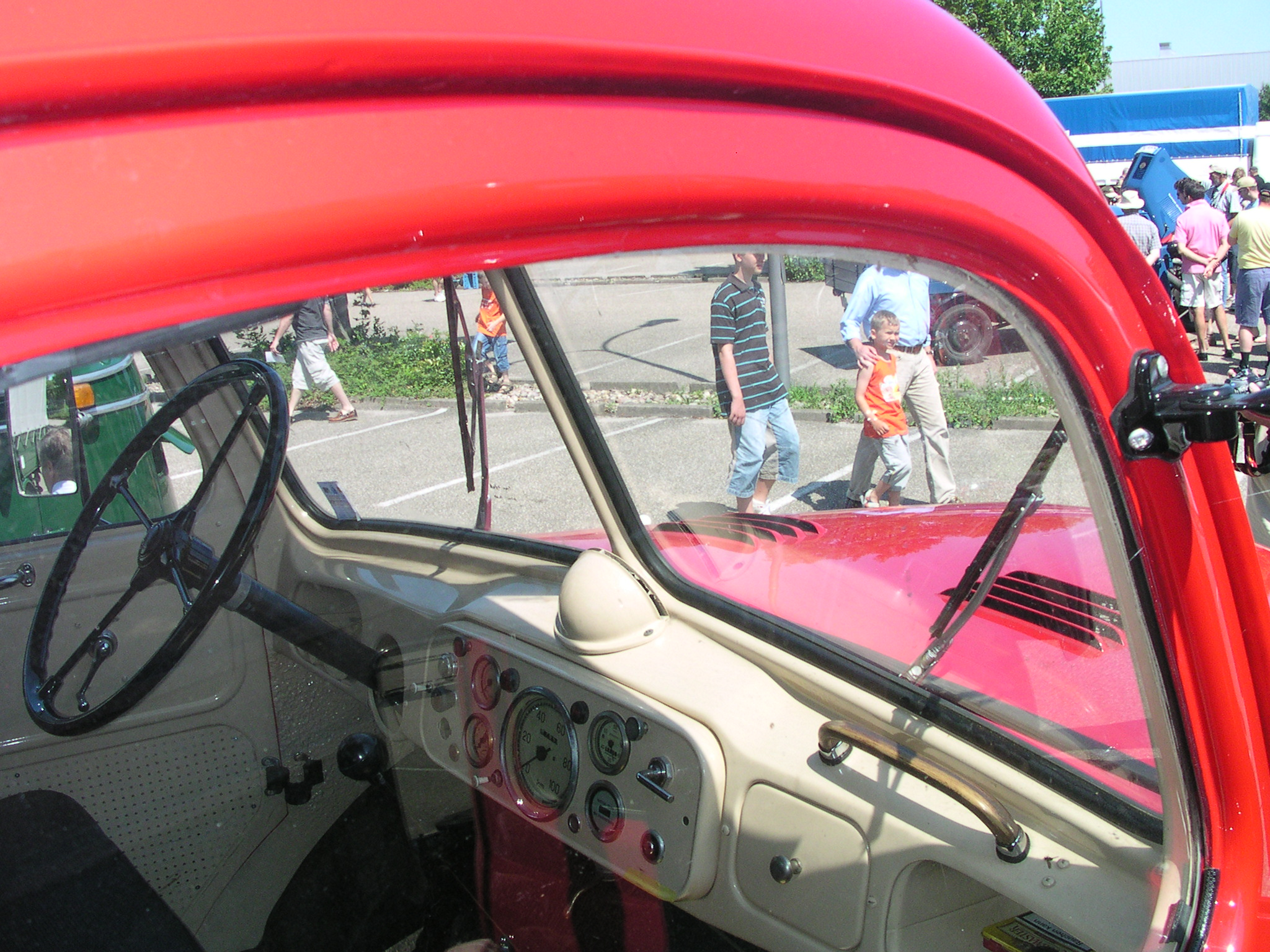
Interni Rundhauber

#### Eckhauber di II generazione

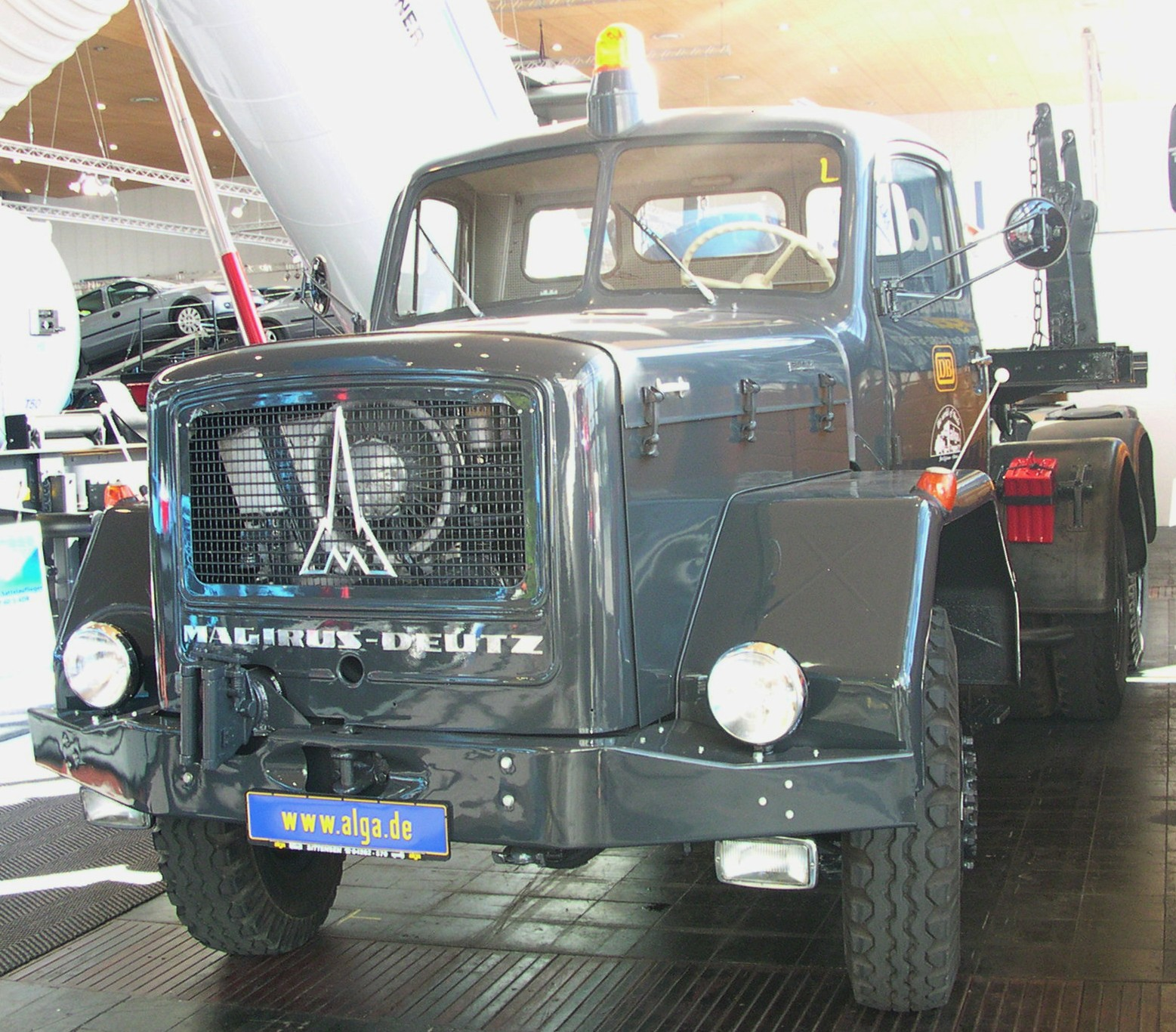
Eckhauber di II generazione

Nel 1953 viene presentata la serie Eckhauber di II generazione come il bus O6500 e il medio O3500 Saturn.
Con l'asse posteriore con ingranaggi epicicloidali (planetario) la serie venne chiamata con nomi di pianeti del sistema solare come Saturn, Pluto e Mercur. Nel 1955 Magirus-Deutz presenta i veicoli al IAA di Francoforte con un prototipo di cabina ribaltabile. Tale modello verrà poi commercializzato nel 1957.

### Acquisizione della Westwaggon
Con l'acquisizione della Vereinigten Westdeutschen Waggonfabriken (Westwaggon) di Colonia e Mainz-Mombach tra il 1953 e il 1959 la KHD farà produrre autobus e la KHD fornirà motori per grosse locomotive. Il primo autobus completo fatto a Magonza fu O3500 H. Nel 1957 seguì il bus O6500 Saturn II.

### Nuovi modelli Frontlenker

#### Cabina tipo D

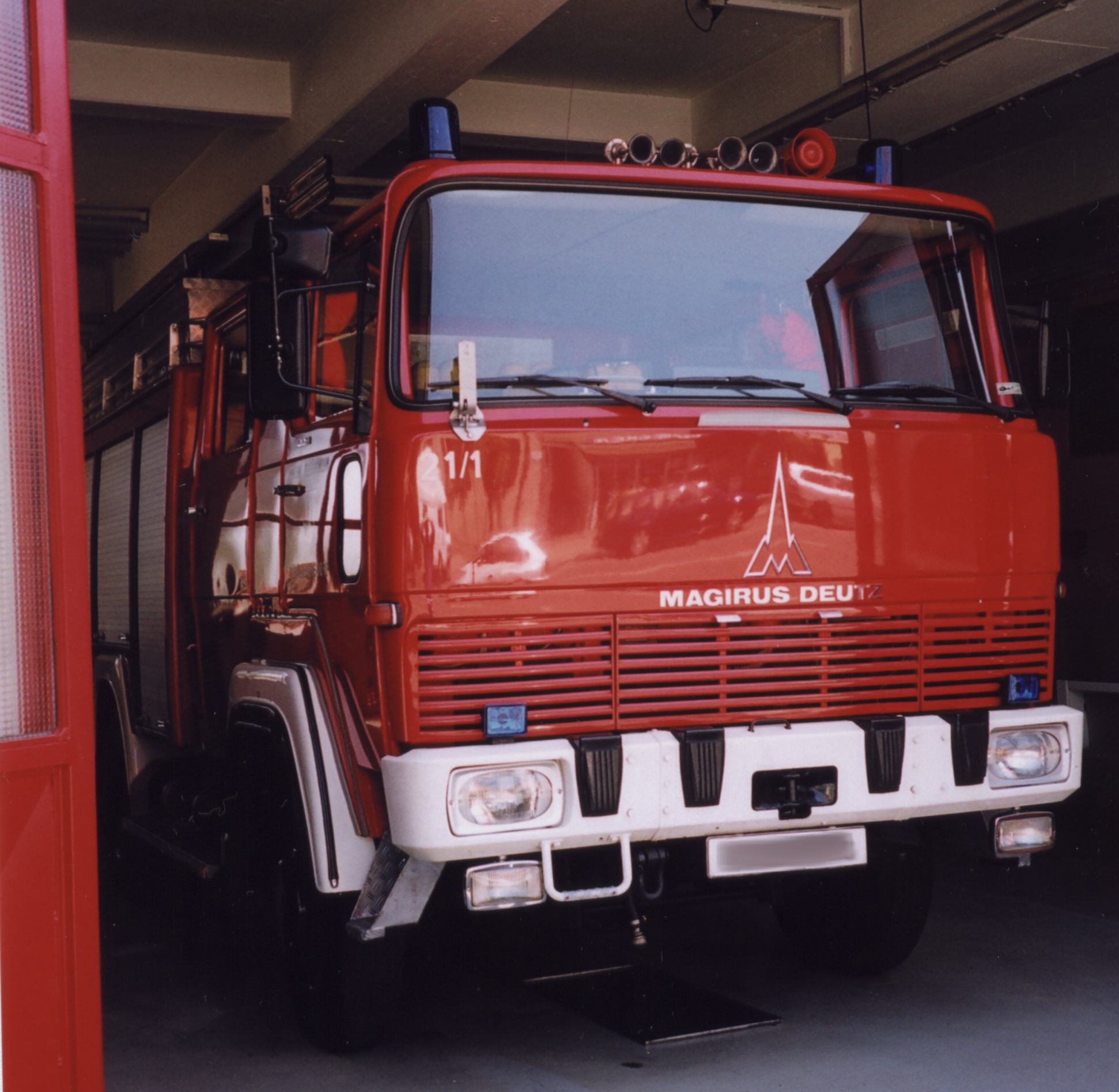
Veicolo antincendio 170D11FA
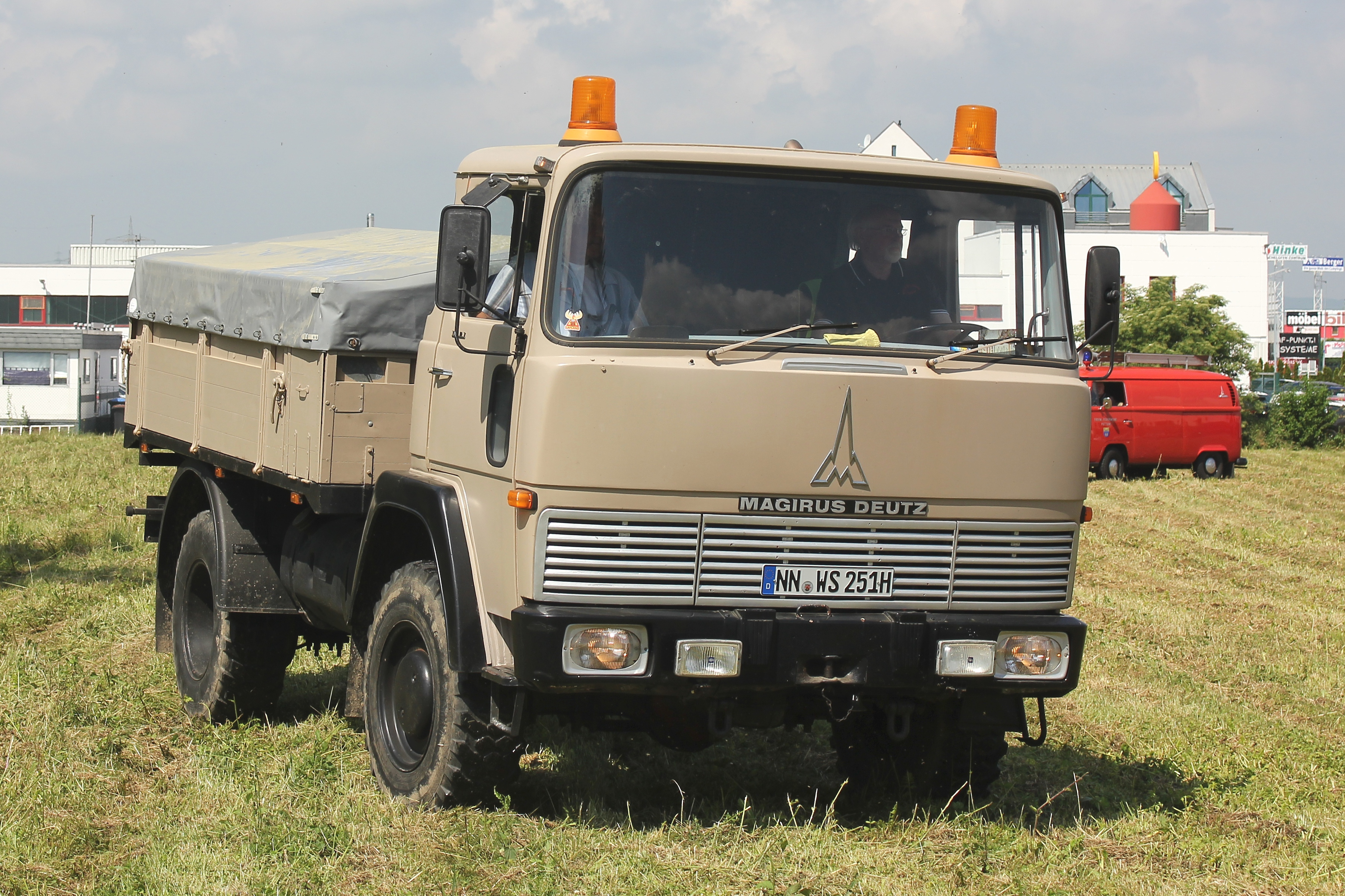
110D7FK
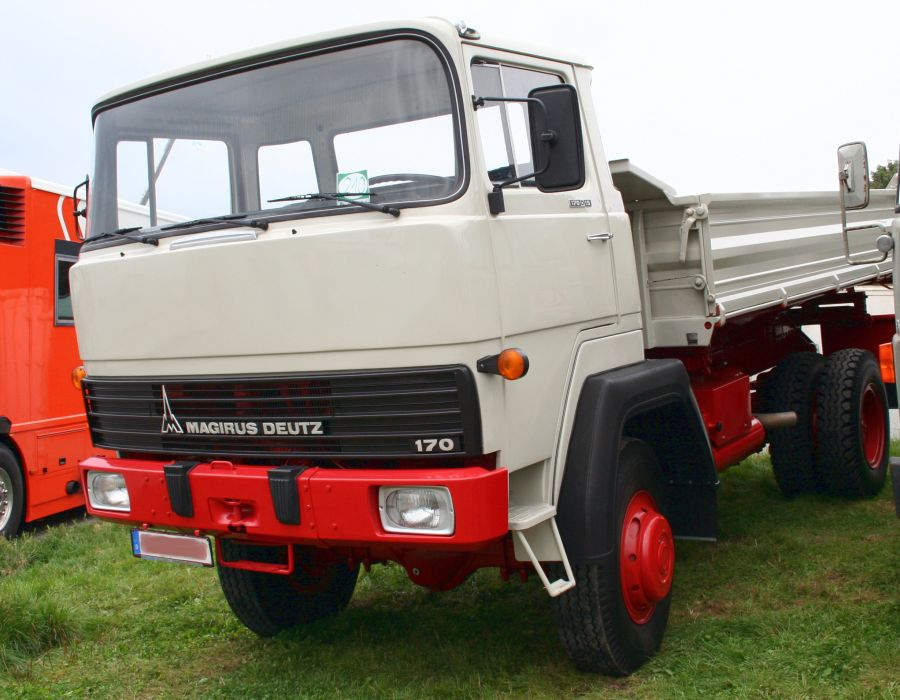
170D15FAK
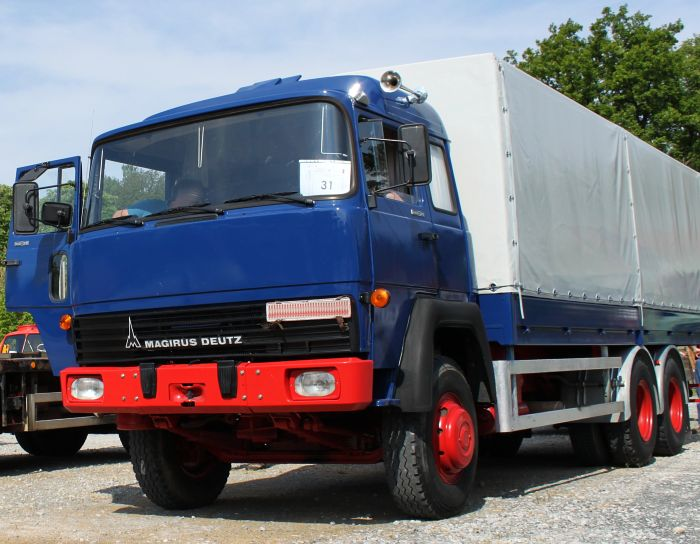
Cabina TE su un 340D22FL
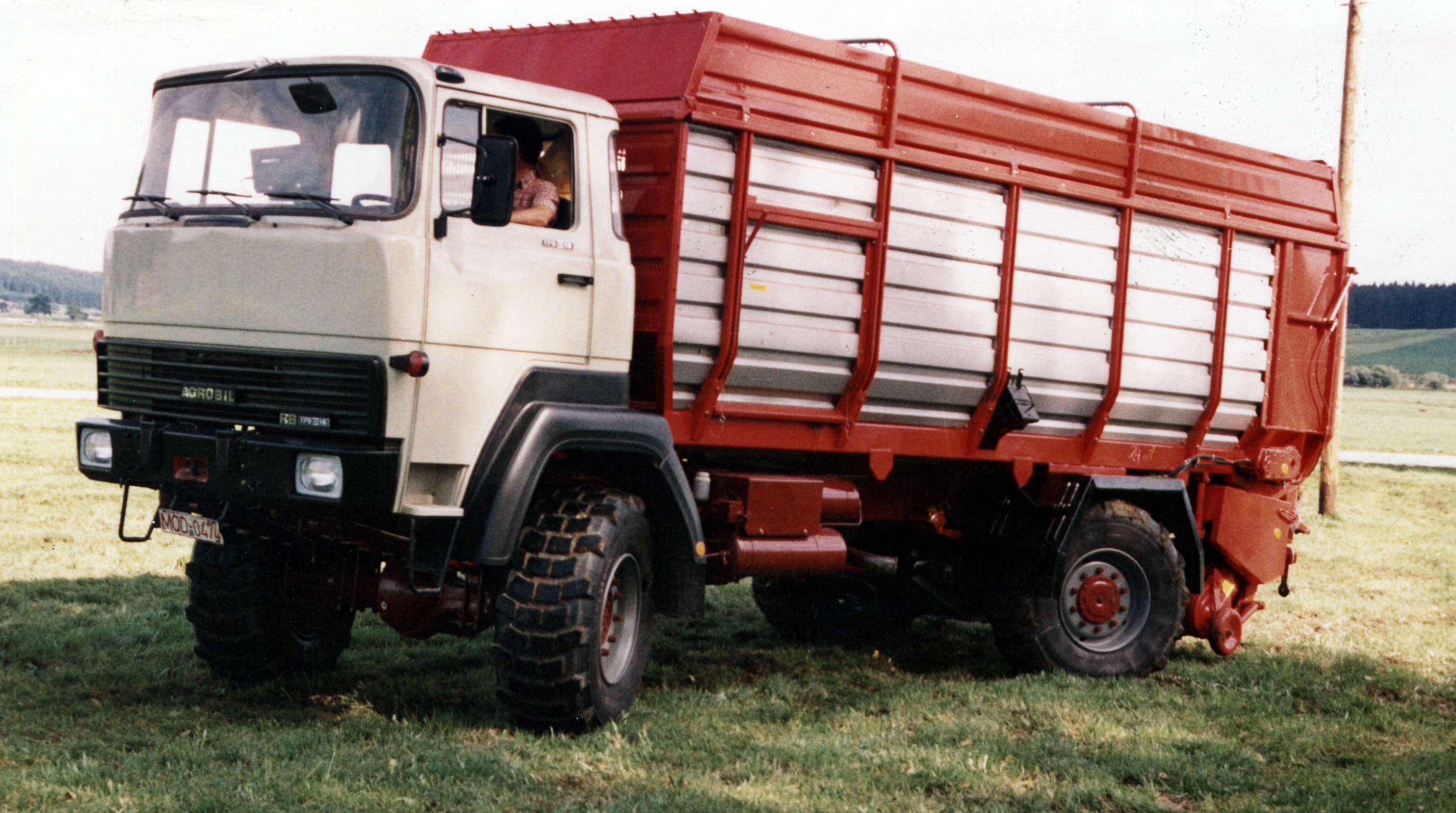
Prototipo allestimento Agrobil su Magirus-Deutz con cabina tipo D

Nel 1963 viene presentata la serie con cabina ribaltabile, motore cabover. Il designer fu Louis Lucien Lepoix che dal 1961 lavorò anche per Henschel e Büssing AG. Fino al 1964 la denominazione con i pianeti (Saturn TE6x4FL, Saturn TE6x4FS), viene sostituita da una lettera per la cabina (e.g. 180D13FS).

### Club dei Quattro
Il Club dei Quattro (in inglese Club of Four, tedesco Vierer-Club, svedese De fyras klubb) fu un'alleanza siglata nel 1971 tra Saviem, Volvo, DAF e Magirus-Deutz (Ufficialmente Société Européenne de Travaux et de Développement - ETD) per la costruzione di una gamma unificata di veicoli medi e che ebbe sede a Parigi.

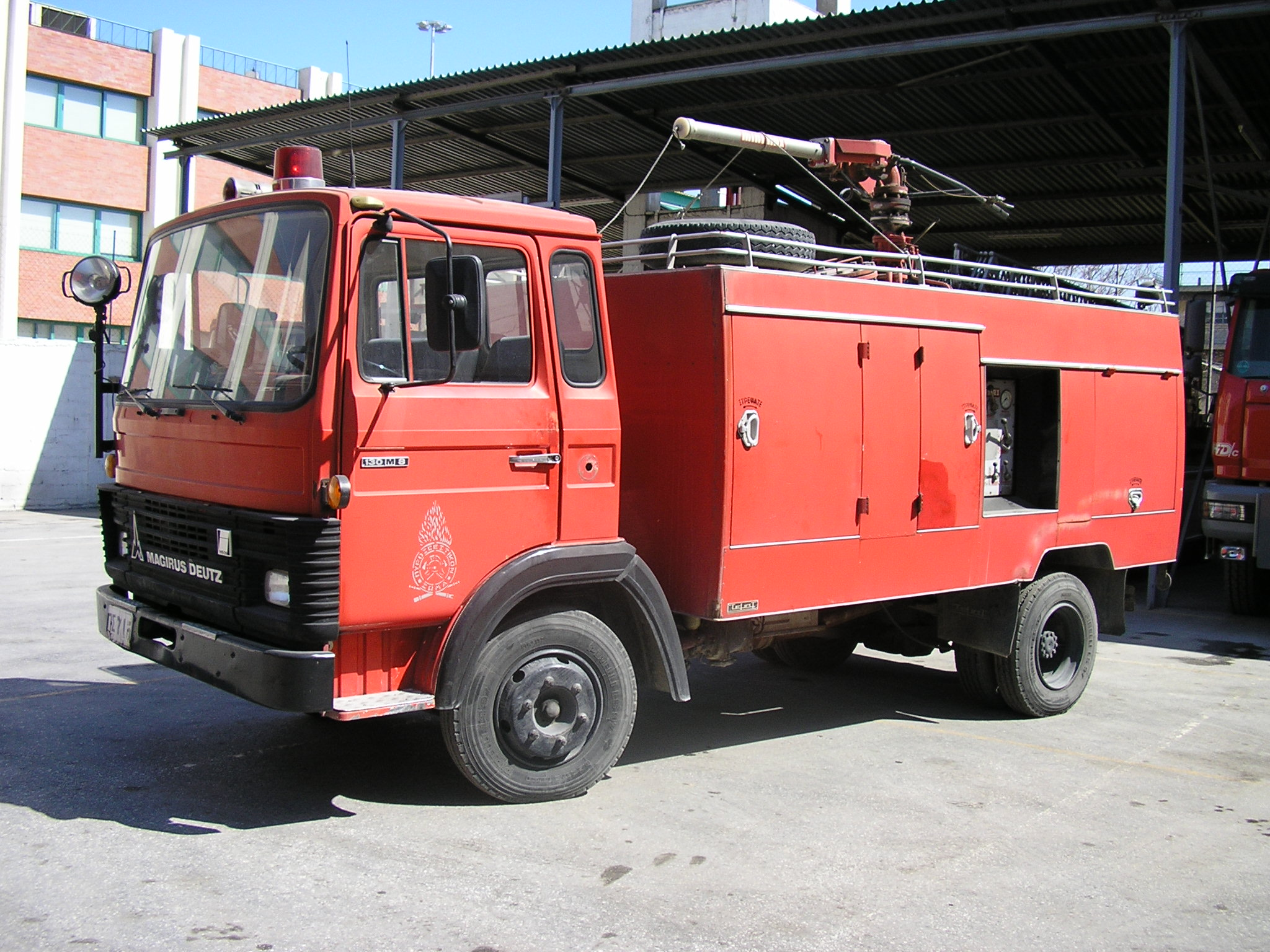
Lanciapolvere antincendio Typ 130M8FL
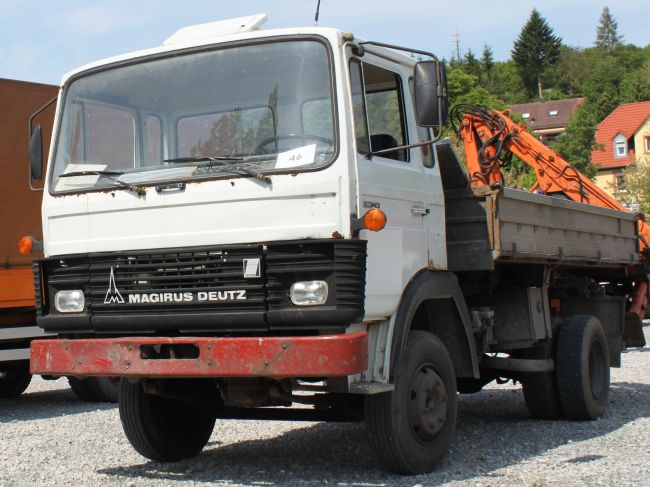
Cassonato edile Typ 130M8FK
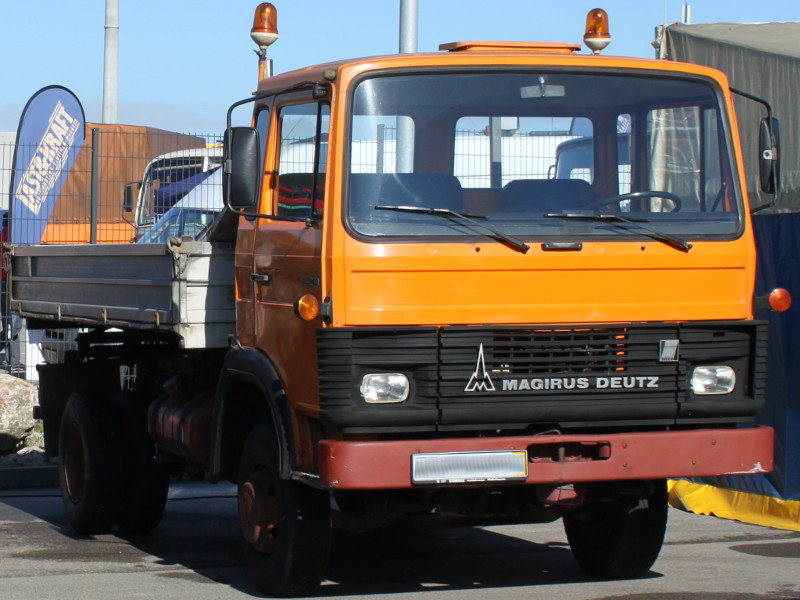
Cassonato comunale
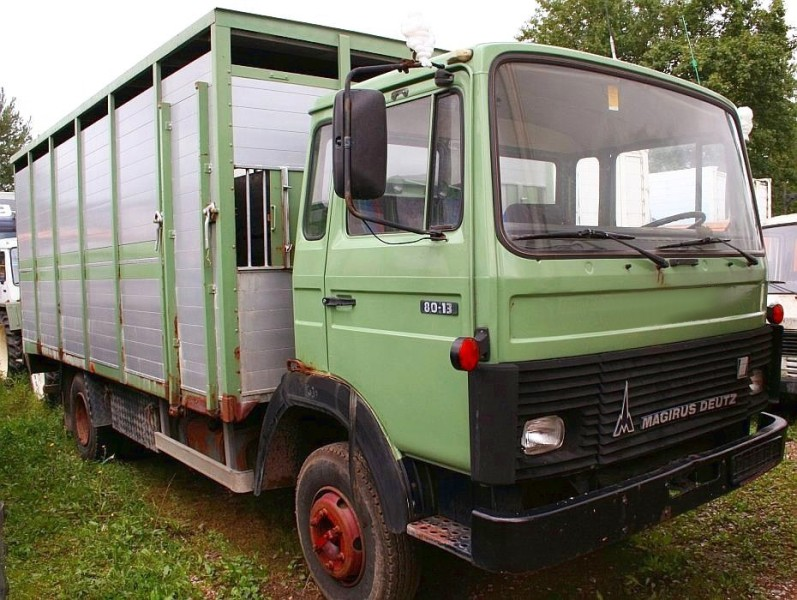
Trasporto bestiame Typ 130M8FL
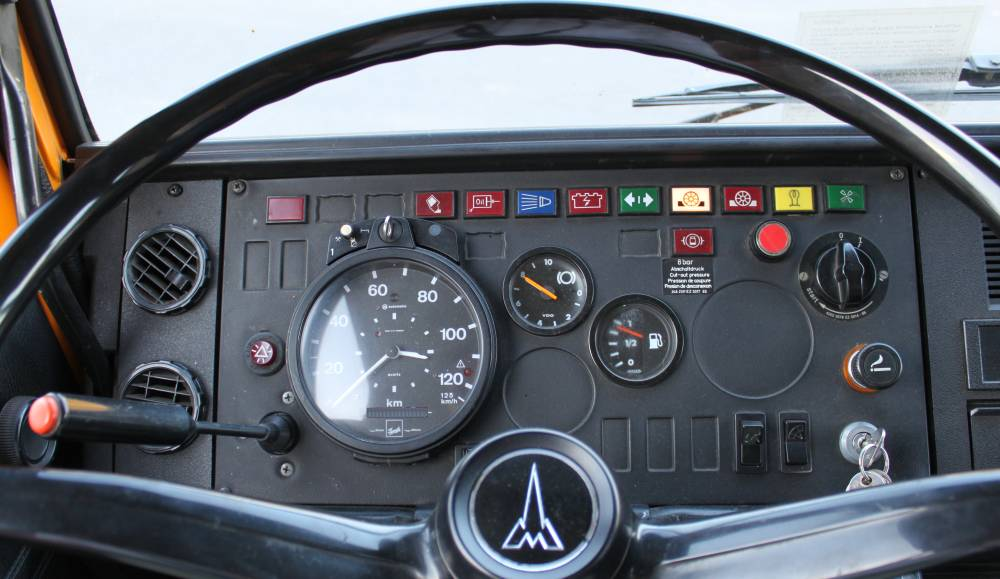
Cruscotto standard dei veicoli Club dei Quattro